# Asuka (Nara)

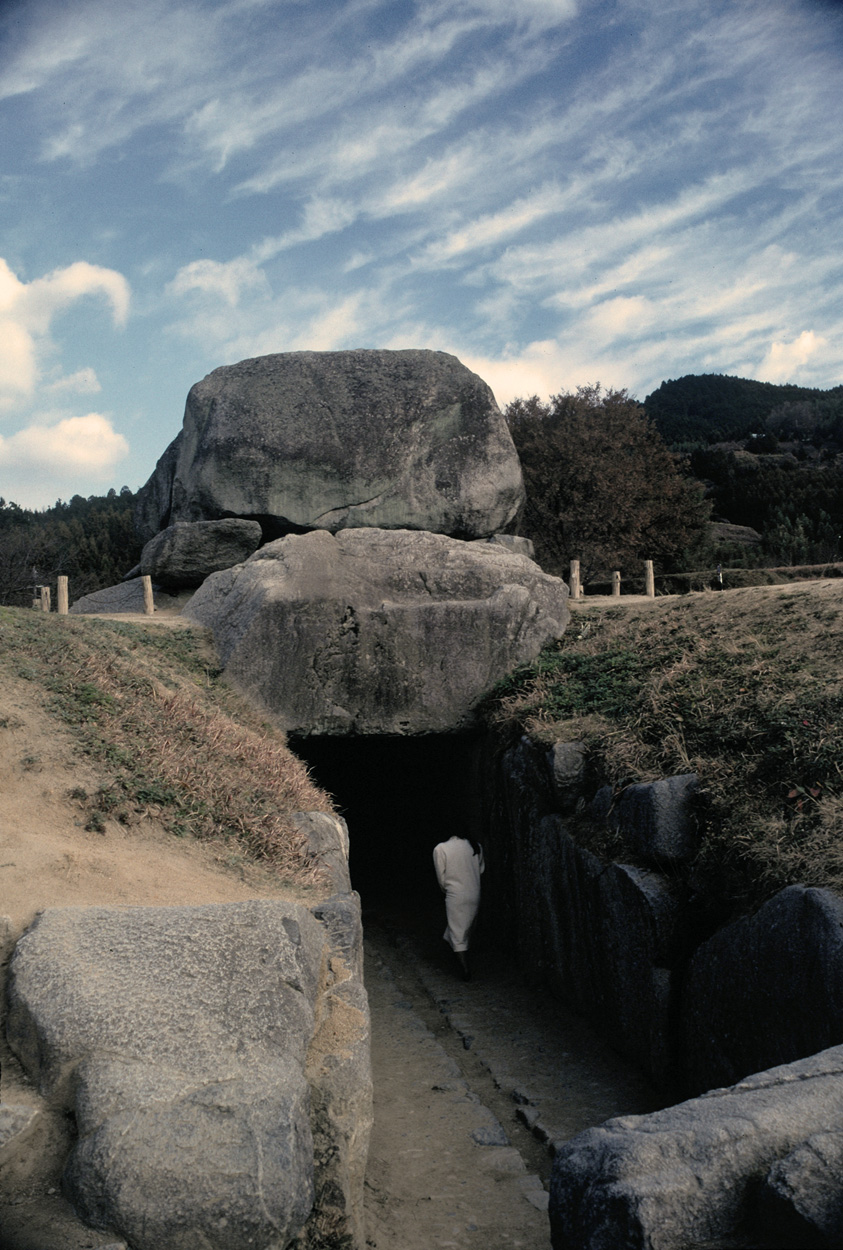
Le kofun d'Ishibutai à Asuka.

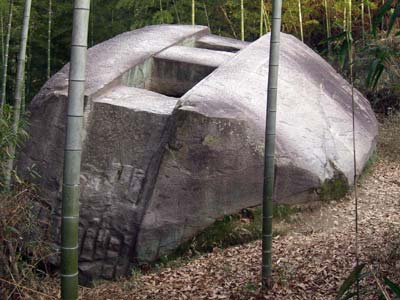
Masuda-no-Iwafune

Pour les articles homonymes, voir Asuka.
Asuka (明日香村, Asuka-mura) est un village du district de Takaichi, situé au centre de la préfecture de Nara au Japon. Il fut le centre politique et culturel du Japon pendant les VIe et VIIe siècles jusqu'à ce que la capitale soit transférée en 710 à Heijō-kyō.

## Géographie

### Situation
Asuka est un village situé sur l'île de Honshū, au Japon, dans la partie nord de la préfecture de Nara, environ 40 km au sud-est d'Osaka. Il s'étend sur 8,5 km d'ouest en est et sur 7,2 km du sud au nord.

### Démographie
En février 2017, la population d'Asuka s'élevait à 5 620 habitants (233 hab./km², 51,8 % de femmes) répartis sur une superficie de 24,08 km²,. Elle a diminué de plus de 25 % depuis 1990. En 1980, les personnes âgées de plus de 64 ans représentaient 13,3 % de la population du village, 30,8 % trente ans plus tard. Sur la même période, la proportion des moins de 15 ans passait de 20,2 à 9,8 %.

## Patrimoine culturel
Asuka comprend des vestiges de nombreux palais impériaux et de kofuns.
On y trouve notamment le tumulus de Kitora, comprenant une chambre funéraire ornée de fresque d'animaux légendaires. Aujourd'hui, ces fresques ont été déplacées dans un musée.  Ce site se trouve sur la liste indicative du patrimoine mondial de l’Unesco.

## Dans la culture
Le village d'Asuka, la nature qui l'entoure et le site archéologique d'Asuka-kyō font partie des protagonistes du film Hanezu, l'esprit des montagnes de Naomi Kawase.